# São Domingos de Rana
São Domingos de Rana es una freguesia portuguesa del municipio de Cascaes. Según el censo de 2021, tiene una población de 59 248 habitantes.